# 比氏細鰩
比氏細鰩（學名：Rajella bigelowi），為軟骨魚綱鰩目鰩科鰩屬的一種，分布於東大西洋愛爾蘭沿岸的羅卡爾海槽、比斯開灣北部、摩洛哥北部和亞速群島、西撒哈拉里奧德奧羅至幾內亞；西大西洋加拿大紐芬蘭大淺灘南至墨西哥灣東北部海域，深度650至4156公尺，體長可達55公分，棲息在大陸坡及海脊，為底棲性魚類，肉食性，卵生，生活習性不明。